# DLF Golf & Country Club
De DLF Golf & Country Club ligt in DLF City in Gurgaon, Haryana. DLF City is een nieuwe stad ten zuiden van Delhi.
De baan is ontworpen door Arnold Palmer, die vijf meren heeft laten aanleggen, 15.000 bomen heeft laten planten en verlichting voor alle fairways. Er kan dus 's nachts gespeeld worden, wat vooral in de warme zomermaanden gebeurt. De baan heeft 18 holes, een par van 72, en ligt in een parkachtig landschap van 56 hectare met als achtergrond het Aravalligebergte. Het is de enige baan in India die ook 's nachts bespeeld kan worden.

Het is niet alleen een golf- maar ook een country club. Er zijn zwembaden, tennis- en squashbanen, en er kan worden paardgereden. Het clubhuis heeft een restaurant op de eerste verdieping vanwaar men over een groot deel van de baan uitkijkt.
Tourspelers SSP Chowrasia, Shiv Kapur en Jyoti Randhawa worden door de club ondersteund.

## Toernooien
Omdat dit de beste club in India is voor grote toernooien, is de club regelmatig gastheer van internationale toernooien zoals:
- Johnnie Walker Classic van de Europese, Aziatische en Indiase PGA Tour: 2008
- Indian Open van de Europese, Aziatische en Indiase PGA Tour: 2008
- Avantha Masters van de Europese, Aziatische en Indiase PGA Tour: 2010, 2011, 2012
- Hero Honda Women’s Indian Open van de Ladies European Tour: 2010

Het baanrecord is 62 en staat op naam van Tetsuji Hiratsuka uit Japan.